# Noora Laukkanen
Noora Laukkanen (ur. 3 lutego 1993 w Helsinkach) – fińska pływaczka, specjalizująca się w stylu klasycznym i zmiennym.
Wystartowała na igrzyskach olimpijskich w Londynie (2012) na 200 m żabką (39. miejsce) i na 400 m stylem zmiennym (33. miejsce).
Jej siostra Jenna jest również pływaczką.